# Donazac
 Donazac  es una comuna y población de Francia, en la región de Languedoc-Rosellón, departamento de Aude, en el distrito de Limoux y cantón de Alaigne.
Su población en el censo de 2010 era de 93 habitantes.
Está integrada en la Communauté de communes du Limouxin et du Saint-Hilairois.

## Demografía
| 174 | 144 | 104 | 122 | 89 | 88 | 93 |
| Para los censos de 1962 a 1999 la población legal corresponde a la población sin duplicidades (Fuente: INSEE [Consultar]) |     |     |     |    |    |    |